# Leucochrysa confusa
Leucochrysa confusa är en insektsart som beskrevs av De Freitas och Penny 2001. Leucochrysa confusa ingår i släktet Leucochrysa och familjen guldögonsländor. Inga underarter finns listade i Catalogue of Life.